# Joseph Louis Proust
Joseph Louis Proust, químic francès nascut el 26 de setembre de 1754 a Angers, França, i traspassat el 5 de juliol de 1826 a la mateixa localitat. La seva principal aportació a la química fou la Llei de les proporcions definides, o proporcions constants, una de les fonamentals en la química moderna. Se'l considera un dels fundadors de la química analítica.

## Biografia

### Estudis a París
Fill d'un apotecari estudià a un col·legi Oratorià al mateix temps que realitzava pràctiques de farmàcia amb el seu pare. Abandonà la seva ciutat natal cap al 1774 per a continuar els seus estudis a París, on conegué aHilaire Marin Rouelle, futur descobridor de la urea, i va fer amistat amb químics de reconegut prestigi com Antoine L. Lavoisier i Jacques Charles. El 1776 guanyà l'oposició a primer farmacèutic de l'hospital de la Salpêtrière, lloc des d'on va publicar els seus primers treballs.

### Professor del "Real Seminario Patriótico de Vergara"
El 1778, quan només tenia vint-i-quatre anys, fou contractat pel "Real Seminario Patriótico de Vergara", de Guipúscoa, per a l'ensenyança de la química. Començà les classes el mateix any però només donà un curs complet (1779-1780). El centre comptava amb professors de renom com els germans Fausto de Elhúyar i Juan José de Elhúyar, descobridors del wolframi. La incomprensió de l'elit local, la manca de recursos i d'alumnes el van dur de tornada a París el juny de 1780.

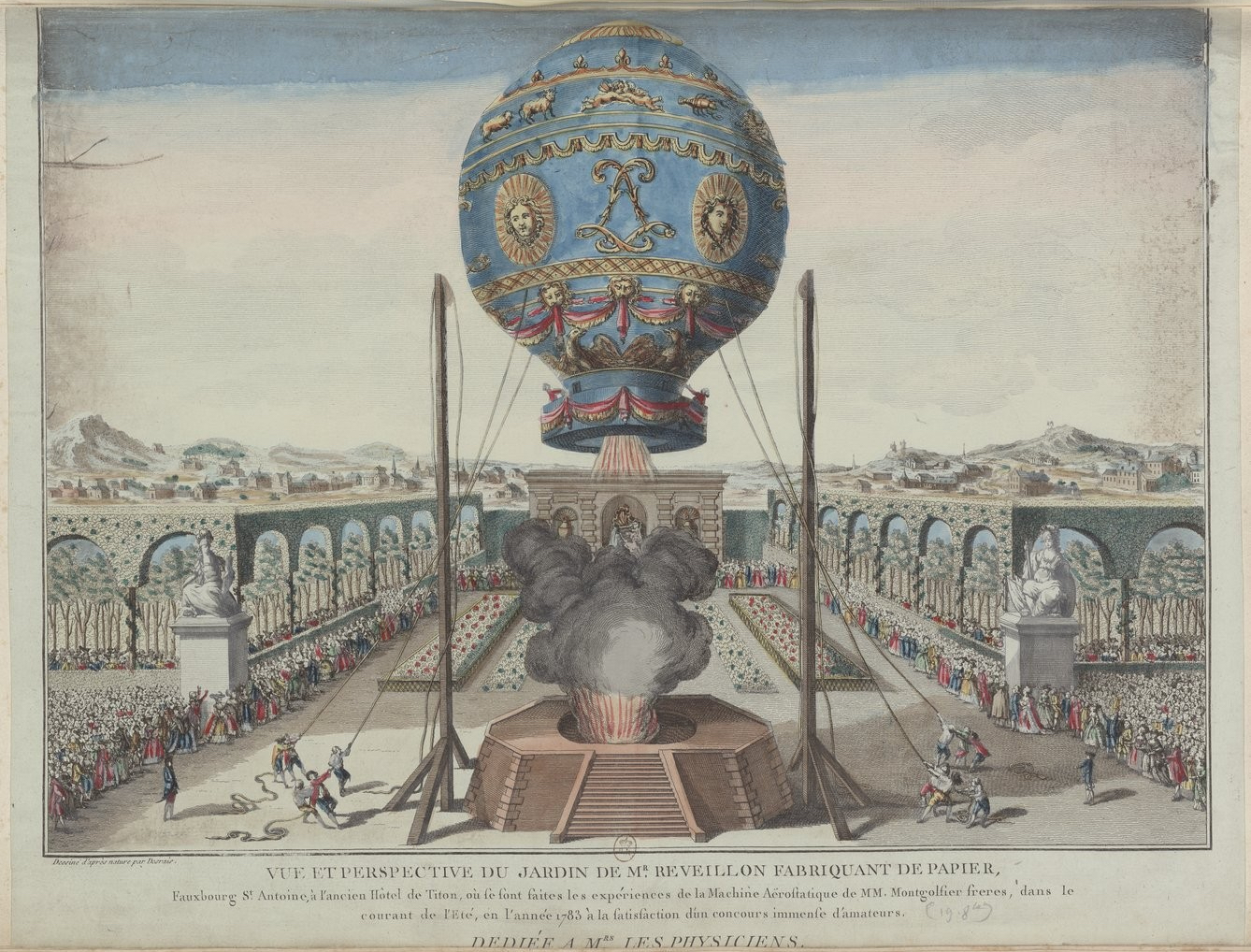
Ascensió d'un montgolfier (Jean François Pilâtre de Rozier) en els jardins de la papereria Réveillon, el 19 d'octubre de 1783

### Precursor dels vols aerostàtics
A París donà classes de química al museu del Gabinet Reial de Química i Física dirigit per un entusiasta dels vols aerostàtics Jean François Pilâtre de Rozier. Després dels primers èxits dels germans Montgolfier en 1783, Pilâtre de Rozier i Proust realitzaren un vol d'exhibició a Versalles el 23 de juny de 1784 davant dels reis de França i Suècia. El globus havia estat requisat a Étienne Montgolfier i batejat "La Marie Antoinette" en honor de la reina. Amb ell s'establiren tres plusmarques en vols tripulats: 3 000 metres d'altura, 45 minuts enlairats i 52 km recorreguts entre Versalles i Luzarches. Aquest mateix any planejaren travessar el canal de la Mànega amb un globus mixt d'aire calent i hidrogen construït per Pierre Romain, però Proust es retirà perquè considerà que la mescla era perillosa. El juny de 1875 Pilâtre de Rozier i Romain morien en caure el seu montgolfier quan intentaven arribar a les costes d'Anglaterra.

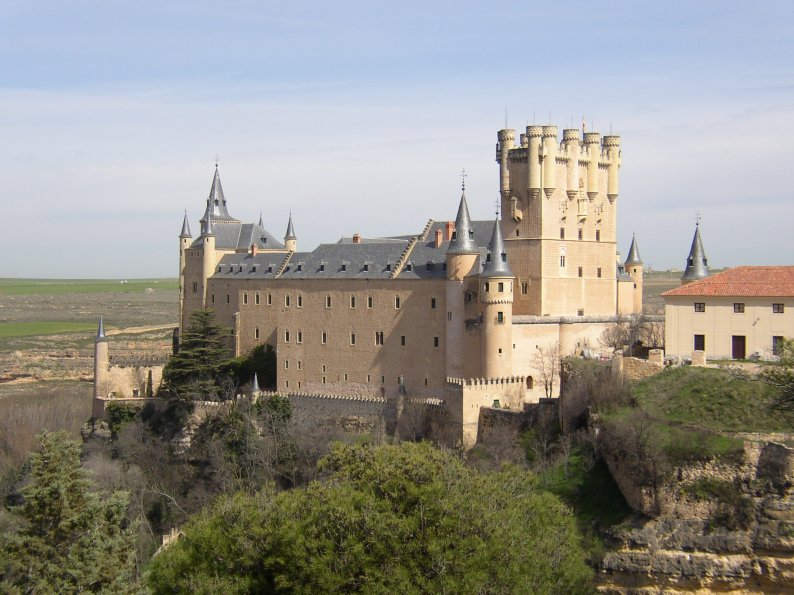
Alcàsser de Segòvia. A la dreta, davant l'Alcàsser, s'observa la Casa de la química on treballà Proust.

### Professor del "Real Colegio de Artillería de Segovia"
El 1786 Proust fou contractat novament per a ensenyar química a Espanya gràcies a un acord entre Louis XVI de França i Carles III d'Espanya i la recomanació de Lavoisier. Després d'una breu estada a Madrid, es va fer càrrec de l'ensenyança de química i metal·lúrgia en el "Real Colegio de Artillería de Segovia" ubicat a l'Alcàsser de Segòvia. Ocupà un edifici de nova construcció (Casa de la química) dissenyat per Francesco Sabatini en el lloc de l'antic palau episcopal, just devora l'entrada de l'Alcàsser. Aquest laboratori disposava de bons recursos i dels millors aparells que podia tenir qualsevol laboratori. Proust donà cursos de quatre mesos de durada per a la formació dels futurs artillers. Fou a Segòvia on realitzà les investigacions que el conduïren a proposar la llei de les proporcions definides, de les proporcions constants o de Proust.

### Director del "Laboratorio Real de Química"
La seva estada a Segòvia es va perllongar fins al 1799, data en què es va traslladar a Madrid on Carles IV li encomanà fer-se càrrec del "Laboratorio Real de Química". El 1799, Proust participà en la redacció dels Anales de Ciencias Naturales, una de les primeres revistes espanyoles de caràcter exclusivament científic i principal suport amb què comptaren els científics espanyols. Fou una etapa molt productiva, ja que descobrí la glucosa, el sucre del raïm. Proust aconseguí un gran reconeixement, però es dedicà a dur a terme experiments pel divertiment de la classe aristocràtica i oblidà la formació de bons alumnes que haguessin pogut seguir les seves investigacions.

### Retorn a França
A finals de 1806 hagué de viatjar a França per motius familiars i les circumstàncies polítiques (Guerra del Francès, 1808-1814) van impedir el seu retorn. L'abdicació de Carles IV tampoc ajudà al retorn de Proust, ja que es deixaren d'enviar fons pel funcionament del laboratori. Es va establir a Craon i l'any 1816 entrà a formar part de l'Acadèmia de Ciències Francesa, a la secció de química.

## Obra

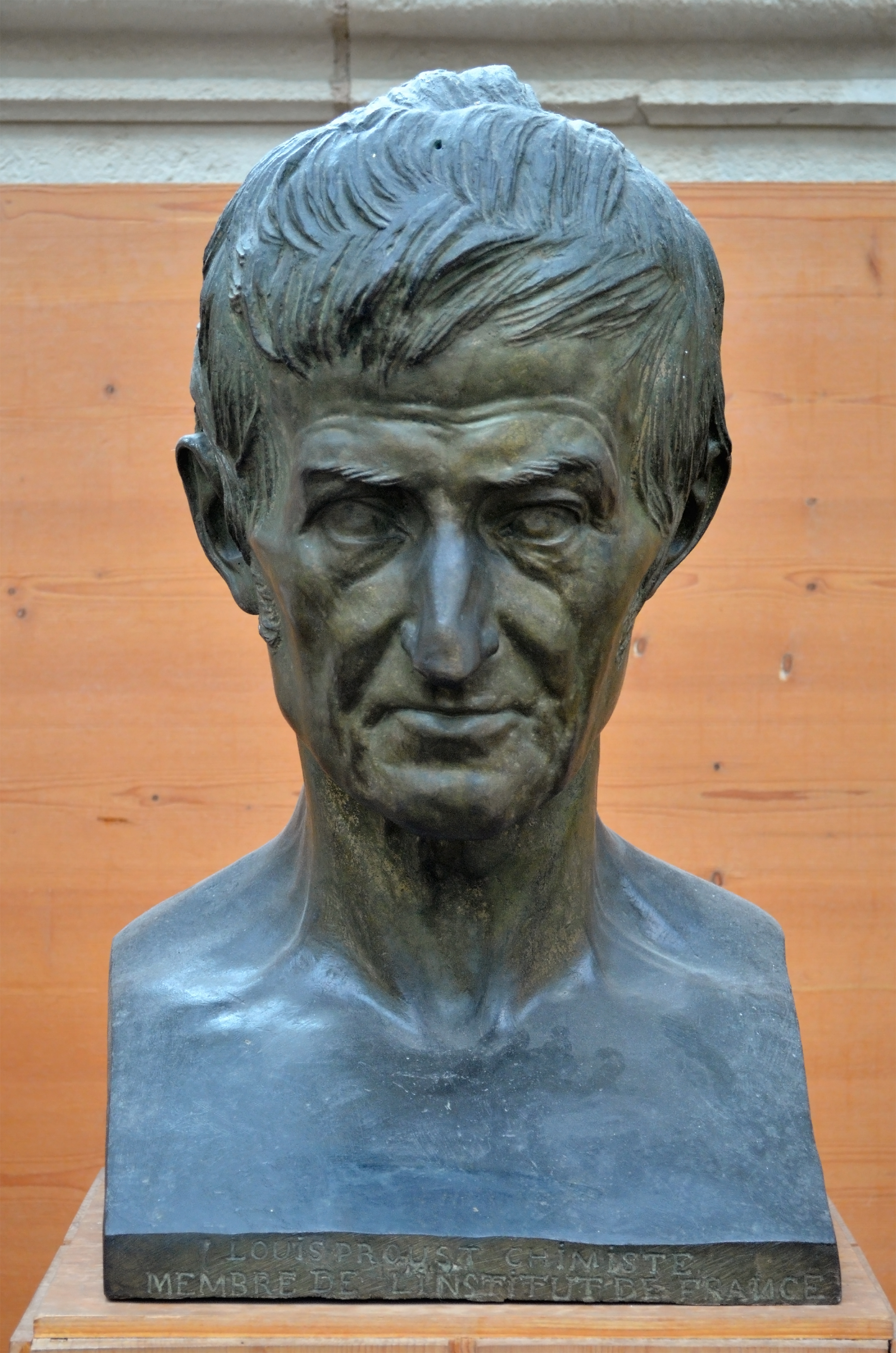
Joseph Louis Proust, David d'Angers (1831).

### La glucosa
Proust va investigar la composició dels sucres de la mel i del raïm, i descobrí la glucosa, HOCH₂-(CHOH)₄-CHO. Les seves investigacions s'havien iniciat per ordre del govern espanyol davant la manca de sucre de les colònies, obtingut de la canya de sucre, a causa del bloqueig del continent per part d'Anglaterra que impedia el comerç entre les colònies dels vaixells francesos i espanyols. A França seguí amb les investigacions sobre la glucosa on posà a punt un procediment per aconseguir xarop de raïm que pogué perfeccionar gràcies a l'ajut del govern de Napoleó.

### La llei de les proporcions definides
Entre 1794 i 1804 Proust va realitzar nombrosos experiments en què va estudiar la composició de diversos carbonats de coure, òxids d'estany i sulfurs de ferro, descobrint que la proporció en massa de cada un dels components, per exemple carboni, coure i oxigen en els carbonats de coure, es mantenia constant en el compost final, i no adquiria cap valor intermedi, independentment de si eren d'origen natural o artificial, o de les condicions inicials de la síntesi. Així, dos composts diferirien entre si en funció de les proporcions d'elements bàsics, sense apreciar-se composicions intermèdies o mixtes, per exemple el Cu₂CO₃, carbonat de coure(I) i el CuCO₃, carbonat de coure (II). Aquestes conclusions li van portar a enunciar la Llei de les proporcions definides o constants i que, una vegada fermament acceptada, es va convertir, junt amb la Llei de conservació de la massa de Lavoisier i la Llei de les proporcions múltiples de Dalton, en l'esquelet de la química quantitativa, l'estequiometria química, i va obrir el camí al concepte de compost químic i a l'establiment de la teoria atòmica de Dalton.
La llei de Proust contradeia les opinions del prestigiós químic francès Claude Louis Berthollet, qui defensava que les proporcions en què es combinaven els elements en un compost depenien de les condicions de la seva síntesi. Proust va aconseguir desacreditar la investigació de Berthollet demostrant, el 1799, que moltes de les substàncies que Berthollet considerava òxids purs eren composts hidratats, és a dir, amb molècules d'aigua addicionals. El 1811 el prestigiós químic suec Jöns Jacob Berzelius va donar suport a la proposta de Proust, que va ser finalment acceptada amb un ampli consens. Però les idees de Berthollet no estaven del tot equivocades, atès que hi ha nombroses excepcions a la Llei de les proporcions definides en els que han vingut a anomenar-se composts no estequiomètrics o berthòl·lids, en els que les proporcions entre els distints elements varien dins d'uns certs marges. Per exemple l'òxid de ferro (II) pot variar la seva fórmula ideal, FeO, en proporcions que es troben entre Fe0.83O i Fe0.95O. Com a contrapartida els composts que compleixen la Llei de les proporcions definides es denominen daltònids, en honor de John Dalton.

### Obres destacades
- Investigacions sobre el blau de Prússia (1794-98).
- Investigacions sobre els sulfurs metàl·lics (1801).
- Indagacions sobre l'estany de coure, la vaixella d'estany i vidriat (1803).
- Différentes observations de chimie (1805).
- Mémoire sur le sucre de raisin (1808).
- Recueil des mémoires relatifs à la poudre à canou (1815).
- Sur une analogie remarquable entre les eaux de quelques parties du golfe de Californie et celles des lacs de Sodome et d'Urmia en Perse (1821).
- Sur l'existence vraisemblable du mercure dans les eaux de l'Océan (1821).
- Essai sur une des causes qui peuvent amener la formation du calcul (1824).